# 1990-es magyar atlétikai bajnokság
Az 1990-es magyar atlétikai bajnokságot – amely a 95. magyar bajnokság volt – szeptember 14. és 16. között rendezték Debrecenben.

## Helyszínek
- téli dobóbajnokság: március 17., Budapest
- maraton: március 17., Szeged
- mezeifutó bajnokság: április 7., Dunakeszi
- 50 km-es gyaloglás: április 8., Békéscsaba
- váltóbajnokság: május 26–27., Budapest
- férfi 20 és női 10 km-es gyaloglás: május 27., Ózd
- Többpróba: július 21–22., Budapest
- pályabajnokság: szeptember 14–16., Debrecen

## Eredmények

### Férfiak
| Versenyszám            | Arany                                                               | Arany    | Ezüst                                                     | Ezüst    | Bronz                                           | Bronz    |
| ---------------------- | ------------------------------------------------------------------- | -------- | --------------------------------------------------------- | -------- | ----------------------------------------------- | -------- |
| 100 m                  | Kovács Attila Újpesti Dózsa                                         | 10,3     | Karaffa László Bp. Honvéd                                 | 10,3     | Rezák Pál Újpesti Dózsa                         | 10,4     |
| 200 m                  | Karaffa László Bp. Honvéd                                           | 21,09    | Zajovics Csaba Győri Dózsa                                | 21,46    | Rezák Pál Újpesti Dózsa                         | 21,50    |
| 400 m                  | Katona Ervin Újpesti Dózsa                                          | 47,39    | Menczer Gusztáv Újpesti Dózsa                             | 47,58    | Gyulai Miklós Bp. Honvéd                        | 48,43    |
| 800 m                  | Banai Róbert Újpesti Dózsa                                          | 1:50,54  | Czakó Péter Budapesti Vasutas SC                          | 1:50,74  | Pocsai Tamás Tatabányai Bányász SC              | 1:51,59  |
| 1500 m                 | Banai Róbert Újpesti Dózsa                                          | 3:50,74  | Bereczki József Diósgyőri VTK                             | 350,98   | Balázs Dénes Salgótarján                        | 3:51,06  |
| 5000 m                 | Konovalov Iván Bp. Építők                                           | 13:55,37 | Berkovics Imre Veszprémi EDAC                             | 13:56,94 | Kadlót Zoltán Salgótarjáni Kohász SE            | 13:57,93 |
| 10 000 m               | Káldy Zoltán Újpesti Dózsa                                          | 29:07,19 | Kadlót Zoltán Salgótarjáni Kohász SE                      | 29:09,09 | Sági Ferenc Szolnoki MÁV-MTE                    | 29:13,40 |
| maraton                | Szűcs Csaba BVSC                                                    | 2:12:20  | Farkas Géza Csepel SC                                     | 2:13:01  | Váncsa Dénes Szekszárd                          | 2:15:17  |
| 3000 m akadály         | Markó Gábor Micro SC                                                | 8:29,91  | Vágó Béla MTK-VM                                          | 8:31,83  | Konovalov Iván Bp. Építők                       | 8:47,19  |
| 110 m gát              | Bakos György Újpesti Dózsa                                          | 13,91    | Daragó László BEAC-MAFC                                   | 14,02    | Sárközi Lajos Szolnoki MÁV-MTE                  | 14,17    |
| 400 m gát              | Bágyi Róbert Bp. Építők                                             | 51,00    | Szűcs Béla Csepel SC                                      | 51,91    | Borsós Károly MTK-VM                            | 52,15    |
| 4 × 100 m váltó        | Bakos György Menczer Gusztáv Rezák Pál Kovács Attila Újpesti Dózsa  | 39,87    | Szabó Karaffa László Tatár István Utasi Sándor Bp. Honvéd | 41,14    | Fekete Maróti Vida János Alexa Szabolcs Szeged  | 41,91    |
| 4 × 400 m váltó        | Rezák Pál Banai Róbert Munkácsi Sándor Katona Ervin Újpesti Dózsa   | 3:13,35  | Gyulai Miklós Györkös Baski Fekete Bp. Honvéd             | 3:16,53  | Somfai Dávid Csillag Gardiner Hegedűs BEAC-MAFC | 3:22,00  |
| 20 km gyaloglás        | Urbanik Sándor Tatabányai Bányász SC                                | 1:24:41  | Dudás Gyula SZVSE                                         | 1:26:09  | Szilágyi Zsolt Tatabányai Bányász SC            | 1:28:13  |
| 50 km gyaloglás        | Sátor László Bp. Honvéd                                             | 3:51:06  | Czukor Zoltán Bázis                                       | 3:57:35  | Dudás Gyula SZVSE                               | 4:02:43  |
| magasugrás             | Bese Benő Csepel SC                                                 | 217      | Deutsch Péter Bp. Építők                                  | 214      | Németh Gyula Debreceni MTE                      | 210      |
| rúdugrás               | Szabó Dezső Újpesti Dózsa                                           | 510      | Burger Béla Bp. Honvéd                                    | 500      | Molnár Gábor Bp. Honvéd                         | 500      |
| távolugrás             | Pálóczi Gyula Tatabányai Bányász SC                                 | 789      | Almási Csaba Újpesti Dózsa                                | 767      | Marik Balázs Szeged                             | 757      |
| hármasugrás            | Pálóczi Gyula Tatabányai Bányász SC                                 | 16,03    | Boros Csaba Újpesti Dózsa                                 | 15,91    | Földesy Csaba Újpesti Dózsa                     | 15,79    |
| súlylökés              | Kóczián Jenő Diósgyőri VTK                                          | 18,01    | Rajniczer Lajos SZVSE                                     | 17,00    | Szabó László Velencetours                       | 16,80    |
| diszkoszvetés          | Horváth Attila Haladás                                              | 61,46    | Ficsor József Nyíregyházi VSC                             | 57,10    | Kerekes László Nyíregyházi VSC                  | 55,80    |
| kalapácsvetés          | Gécsek Tibor Haladás                                                | 80,26    | Vida József Haladás                                       | 75,46    | Sinka Albert Bp. Építők                         | 75,36    |
| gerelyhajítás          | Knausz Ferenc Győri Dózsa                                           | 75,10    | Belák József Újpesti Dózsa                                | 74,90    | Palotai László Testvériség                      | 72,48    |
| tízpróba               | Szabó Dezső Újpesti Dózsa                                           | 8147     | Munkácsi Sándor Újpesti Dózsa                             | 8006     | Sárközi Lajos Szolnoki MÁV-MTE                  | 7297     |
| kis mezei futás        | Banai Róbert Újpesti Dózsa                                          | 17:30    | Sági Ferenc Szolnoki MÁV MTE                              | 17:31    | Berkovics Imre Haladás VSE                      | 17:32    |
| mezei futás            | Markó György Diósgyőri VTK                                          | 36:48    | Kadlót Zoltán Salgótarjáni Kohász                         | 36:49    | Káldy Zoltán Újpesti Dózsa                      | 36:51    |
| csapat kis mezei futás | Velczenbach Tibor Nyikos Attila Szatzker Csaba BVSC                 | 21       | Banai Róbert Kliszek Vörös Újpesti Dózsa                  | 25       | Szász László Makorcsán Sulyok Micro             | 38       |
| csapat mezei futás     | Borka Gyula Kozma Attila Szűcs Csaba BVSC                           | 19       | Káldy Zoltán Baier Tibor Holba Újpesti Dózsa              | 24       | Markó György Barcza Papp Diósgyőri VTK          | 26       |
| csapat maraton         | Szűcs Csaba Borka Gyula Szatzker Csaba BVSC                         | 6:58:13  | Szabó Zoltán Tóth Szűcs Építők SC                         | 7:08:17  | Deme Marton Szekeres Micro                      | 7:21,55  |
| csapat 20 km gyaloglás | Veréb Rudolf Kánya Sándor Kovács András Diósgyőri VTK               | 4:35:28  | Czukor Szép Kovács Zs Bázis                               | 4:46:13  | Dudás Csobán Börcsök SZVSE                      | 4:48:30  |
| csapat 50 km gyaloglás | Sátor László Kovalcsik László Csaba István Bp. Honvéd               | 12:18:29 | Postás SE                                                 | 13:31:53 | Békéscsabai Előre                               | 13:52:28 |
| 4 × 200 m              | Nagy István Rezák Pál Menczer Gusztáv Katona Ervin Újpesti Dózsa SC | 1:24,61  | Bp. Honvéd                                                | 1:25,38  | Nyíregyházi VSSC                                | 1:26,72  |
| 4 × 800 m              | Susányi Tamás Hegyes István Sári Zoltán Kováts Ferenc Szegedi VSE   | 7:41,49  | Tatabányai Bányász                                        | 7:42,92  | Újpesti Dózsa                                   | 7:45,99  |
| 4 × 1500 m             | Kárpáti Zsolt Molnár Tamás Velczenbach Tibor Nyikos Attila BVSC     | 15:39,84 | Diósgyőri VTK                                             | 15:39,87 | Újpesti Dózsa                                   | 15:52,66 |

### Nők
| Versenyszám            | Arany                                                                             | Arany                       | Ezüst                                                            | Ezüst                       | Bronz                                                              | Bronz                       |
| ---------------------- | --------------------------------------------------------------------------------- | --------------------------- | ---------------------------------------------------------------- | --------------------------- | ------------------------------------------------------------------ | --------------------------- |
| 100 m                  | Molnár Edit Újpesti Dózsa                                                         | 11,89                       | Barati Éva Bp. Honvéd                                            | 11,94                       | Ecsekiné Juhász Erzsébet Szolnoki MÁV-MTE                          | 12,19                       |
| 200 m                  | Molnár Edit Újpesti Dózsa                                                         | 23,81                       | Bátori Noémi MTK-VM                                              | 24,15                       | Kozáry Ágnes ZTE-Építők                                            | 24,16                       |
| 400 m                  | Forgács Judit Tatabányai Bányász SC                                               | 52,52                       | Bátori Noémi MTK-VM                                              | 52,72                       | Szabó Erzsébet Szeged                                              | 53,82                       |
| 800 m                  | Szabó Erzsébet Szeged                                                             | 2:03,97                     | Todorán Erzsébet Nyíregyházi VSC                                 | 2:05,70                     | Sinkó Gabriella Diósgyőri VTK                                      | 2:06,00                     |
| 1500 m                 | Wéninger Katalin Videoton                                                         | 4:12,22                     | Ágoston Zita Bp. Honvéd                                          | 4:14,08                     | Dóczi Éva Veszprémi EDAC                                           | 4:14,46                     |
| 3000 m                 | Wéninger Katalin Videoton                                                         | 9:07,65                     | Barócsi Heléna Szolnoki MÁV-MTE                                  | 9:08,31                     | Ágoston Zita Bp. Honvéd                                            | 9:08,39                     |
| 10 000 m               | Barócsi Heléna Szolnoki MÁV-MTE                                                   | 33:00,13                    | Földingné Nagy Judit Győri Dózsa                                 | 33:11,47                    | Visnyei Márta SZVSE                                                | 33:55,63                    |
| maraton                | Fehér Enikő Gyöngyös                                                              | 2:38:23                     | Földingné Nagy Judit Győri Dózsa                                 | 2:40:40                     | Mojzer Ildikó Kaposvári Építők                                     | 2:46:13                     |
| 100 m gát              | Kalamár Andrea MTK-VM                                                             | 13,90                       | Borsos Bernadett ZTE-Építők                                      | 14,13                       | Fekete Ildikó Debreceni MTE                                        | 14,15                       |
| 400 m gát              | Szekeres Judit Szolnoki MÁV-MTE                                                   | 59,98                       | Antók Zsófia Testnevelési Főiskola SE                            | 1:01,06                     | Molnár Márta Bp. Spartacus                                         | 1:01,59                     |
| 4 × 100 m váltó        | Ecsekiné Juhász Erzsébet Szekeres Judit Molnár Mónika Agg Eszter Szolnoki MÁV-MTE | 46,50                       | Borsos Bernadett Ács Judit Kozáry Ágnes Péter Szilvia ZTE-Építők | 46,62                       | Molnár Márta Eisenhoffer Ágnes Komlóssy Molnár Emese Bp. Spartacus | 47,50                       |
| 4 × 400 m váltó        | Penkala Szilvia Kóczián Judit Fodor Kinga Bátori Noémi MTK-VM                     | 3:43,49                     | Jassó Anikó Végh Ács Judit Kozáry Ágnes ZTE Építők               | 3:46,21                     | Barati Éva Könye Irma Szombathi Urr Anita Bp. Honvéd               | 3:50,84                     |
| 10 km gyaloglás        | Rosza Mária Békéscsabai AC                                                        | 45:08                       | Alföldi Andrea Komló Bányász                                     | 45:10                       | Illyés Ildikó Békéscsabai AC                                       | 45:12                       |
| magasugrás             | Kovács Judit Debreceni MTE                                                        | 188                         | Sterk Katalin Tatabányai BSC                                     | 180                         | Solti Krisztina KSI Fazekas Erzsébet Bp. Honvéd                    | 177                         |
| távolugrás             | Vanyek Zsuzsa Bp. Építők                                                          | 629                         | Csapó Katalin Debreceni MTE                                      | 626                         | Fekete Ildikó Debreceni MTE                                        | 621                         |
| súlylökés              | Horváth Viktória Nyíregyházi VSC                                                  | 16,92                       | Stefanovics Mónika Haladás                                       | 15,90                       | Elekes Tünde Bp. Spartacus                                         | 14,10                       |
| diszkoszvetés          | Herczeg Ágnes Bp. Vasas                                                           | 57,16                       | Csőke Katalin Testvériség                                        | 55,34                       | Pallay Sándorné Diósgyőri VTK                                      | 52,48                       |
| gerelyhajítás          | Hartai Katalin Bp. Honvéd                                                         | 62,44                       | Malovecz Zsuzsa Nyíregyházi VSC                                  | 57,64                       | Zsigmond Kinga Testvériség                                         | 57,32                       |
| hétpróba               | Bálint Zita Bp. Honvéd                                                            | 5504                        | Bajorics Zsuzsa Bp. Vasas                                        | 5200                        | Oroszi Tünde Újpesti Dózsa                                         | 5100                        |
| mezei futás            | Visnyei Márta SZVSE                                                               | 20:11                       | Barócsi Heléna Szolnoki MÁV-MTE                                  | 20:33                       | Ágoston Zita Bp. Honvéd                                            | 20:44                       |
| 4 × 200 m              | Jassó Anikó Ács Judit Péter Szilvia Kozáry Ágnes Zalaegerszegi TE                 | 1:42,63                     | Újpesti Dózsa                                                    | 1:42,63                     | Testnevelési Főiskola                                              | 1:43,04                     |
| 4 × 800 m              | Hardi Éva Brutóczky Judit Bugya Mariann Horváth Emőke BVSC                        | 8:59,76                     | Gyulai SE                                                        | 9:02,61                     | VEDAC                                                              | 9:07,84                     |
| csapat mezei futás     | Brutóczky Judit Petrik Éva Bugya Mariann BVSC                                     | 20                          | Verébné Gál Sinkó Diósgyőri VTK                                  | 39                          | Hédai Gizella Molnár Fried Építők SC                               | 42                          |
| csapat maraton         | Nem volt értékelhető csapat                                                       | Nem volt értékelhető csapat | Nem volt értékelhető csapat                                      | Nem volt értékelhető csapat | Nem volt értékelhető csapat                                        | Nem volt értékelhető csapat |
| csapat 10 km gyaloglás | Rosza Mária Ilyés Ildikó Szabó Andrea Békéscsabai ES                              | 2:20:23                     | Szebenszky Anikó Váradi Ibolya Kovács Erika Diósgyőri VTK        | 2:29:46                     | Szokonya Anikó Krajcsó Mónika Oláh Békéscsaba B                    | 2:42:39                     |

## Téli dobóbajnokság
Férfiak
| Versenyszám   | Arany                      | Arany   | Ezüst                                      | Ezüst   | Bronz                      | Bronz   |
| ------------- | -------------------------- | ------- | ------------------------------------------ | ------- | -------------------------- | ------- |
| diszkoszvetés | Horváth Attila Haladás VSE | 61,36 m | Zudor Sándor Diósgyőri VTK                 | 51,44 m | Kovács Gyula Diósgyőri VTK | 48,14 m |
| kalapácsvetés | Gécsek Tibor Haladás VSE   | 75,35 m | Vida József Haladás VSE                    | 73,14 m | Fábián Zoltán Haladás VSE  | 67,02 m |
| gerelyhajítás | Honti Gábor Csepel SC      | 73,34 m | Cseresznyés Ferenc Szombathelyi Tanárképző | 66,32   | Bolgár Tamás Szeged SC     | 63,48 m |

Nők
| Versenyszám   | Arany                         | Arany   | Ezüst                          | Ezüst   | Bronz                     | Bronz   |
| ------------- | ----------------------------- | ------- | ------------------------------ | ------- | ------------------------- | ------- |
| diszkoszvetés | Pallay Sándorné Diósgyőri VTK | 52,66 m | Stefanovits Mónika Haladás VSE | 49,08 m | Divós Katalin Haladás VSE | 47,36 m |
| gerelyhajítás | Vetési Edit Szolnoki MÁV MTE  | 51,76 m | Budavári Éva Szolnoki MÁV MTE  | 51,40 m | Prekop Andrea Csepel SC   | 47,44 m |

## Magyar atlétikai csúcsok
- fp. 400 m 46.37 ocs. Molnár Tamás NYVSC Lincoln 2. 10.
- fp. 1000 m 2:20.30 ocs. Banai Róbert Ú.Dózsa Sindelfingen 1. 21.
- fp. 2000 m 5:02.98 ocs. Banai Róbert Ú.Dózsa Budapest 2. 14.
- 1 órás gyaloglás 14 186 m ocs. Urbanik Sándor TBSC Budapest  6. 9.
- n. 5 km gyaloglás 21:24,76 ocs. Rosza Mária Békéscsaba Budapest 8. 18.
- 15 km gyaloglás 1:03,12 ocs. Urbanik Sándor TBSC Budapest 6. 29.
- fp. magasugrás 227 cm ocs. Deutsch Péter Építők Budapest 2. 24.